# Glukokinas

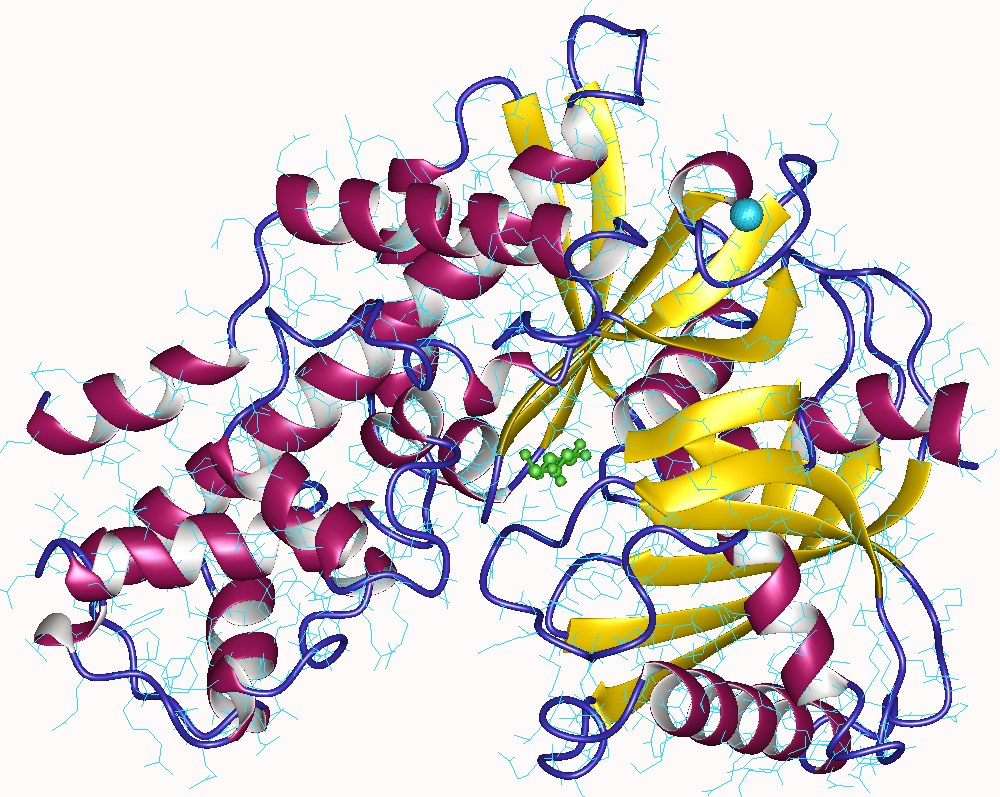
Glucokinas

Glukokinas är ett enzym som katalyserar fosforyleringen av hexoser som glukos i levern samt i bukspottkörteln. Det utför samma arbete som hexokinas, med skillnaden att det regleras annorlunda och har annorlunda arbetskapacitet och arbetshastighet. Detta är för att dess främsta funktion inte är att förse glykolysen, utan istället fylla på glykogenesen med glukos-6-fosfat som bildar glykogen.